# El Beso
El Beso (O Beijo, em português) é uma escultura construída em 1992, pelo escultor, pintor e artesão peruano Víctor Delfín. A escultura está localizada no Parque do Amor, em Miraflores, na capital peruana Lima.

## História
Inspirado pelos casais que passeavam na orla e mirante de Malecón Cisneros, o artista Víctor Delfín criava esculturas, em argila, de cenas românticas. Uma das cenas chamou muita atenção do artista, um casal unido pelos lábios. Delfin esculpiu a cena em bronze fundido, no tamanho de 70 x 30 cm e deixou exposto em seu escritório de casa.
Em uma visita feita pelo, até então, prefeito de Miraflores Alberto Andrade à casa de Delfin, em um encontro organizado por um amigo em comum, a escultura em bronze chamou a atenção do prefeito e este perguntou a Delfin se era possível fazer uma réplica daquela escultura em dimensões maiores. Com a resposta afirmativa do artista, o prefeito Andrade contratou Delfín. Ambos escolheram um parque que estava abandonado para revitalizar e depois instalar a escultura.
A escultura foi finalizada em agosto de 1992, mas como a obra do parque atrasou, a escultura só foi instalada em fevereiro de 1993.

## Construção
A escultura foi construída com cimento, gesso e pigmentação vermelha. Mede 8,02 metros de largura por 7,31 metros de altura e teve um custo de US$ 30.000. Representa um casal, com feições da maioria da população mestiça peruana, se beijando.